# Križni Vrh, Slovenska Bistrica
Križni Vrh je naselje v Občini Slovenska Bistrica.